# جزيرة بونافنتور

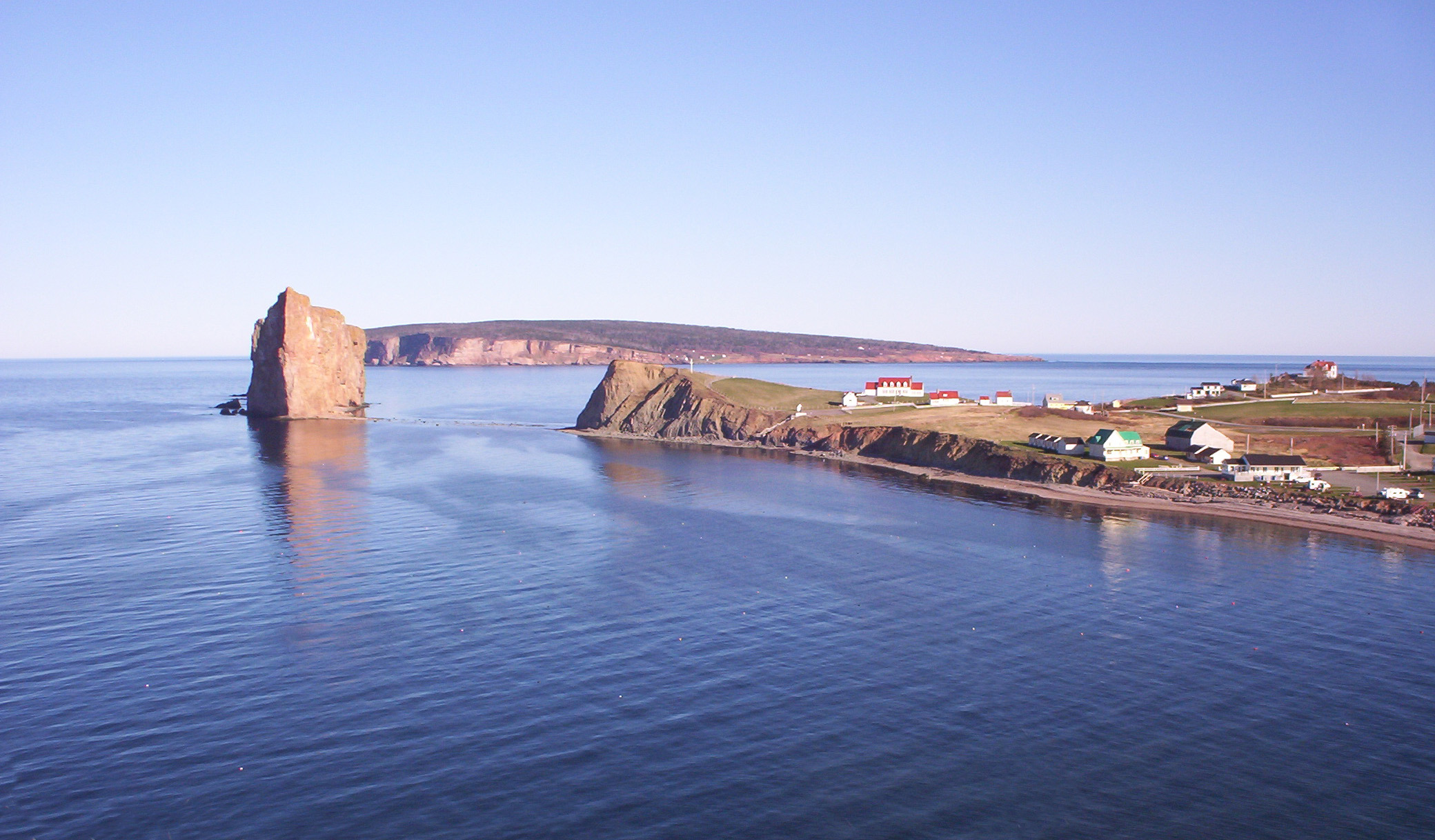
صخرة نيز وتلوح في الأفق جزيرة بونافنتور

جزيرة بونافنتور هي جزيرة تقع على 3.5 كيلومترا قبالة قرية نيز، في طرف شبه الجزيرة جاسبي بكيبيك.تغطي مساحة قدرها 4,16 كيلومتر مربع وهي في الأصل محمية وتستضيف أكبر مستعمرة لطيور الأطيش في العالم.وكان مستعمر الجزيرة فرنسيين، والذين سموا الجزيرة تكريما لمؤسس مشارك من بونافنتور باغنوريا.

## التاريخ
- جزيرة بونافنتور مع نيز، تعتبر بين موانئ الصيد الموسمية في وقت مبكر من فرنسا الجديدة، وكان مرتبطا مع نسب دنيس نيكولاس.
- أصبحت الجزيرة ملاذ للطيور المهاجرة في عام 1919 بسبب اتفاقية 1916 الطيور المهاجرة بين كندا والولايات المتحدة. وحصلت مقاطعة كيبيك على ملكية الجزيرة بكاملها في عام 1971 وجمعت في وقت لاحق مع صخرة نيز في محمية طبيعية سميت بالحديقة الوطنية بجزيرة بونافنتور وصخرة نيز في عام 1985. وهي الآن واحدة من أكبر محميات الطيور في العالم، مع أكثر من 280,000 الطيور. وجزيرة بونافنتور أصبحت مقصدا رئيسيا للسياح وذلك برحلات على القارب ما بين ماي وأوكتوبر..
- وسميت حاملة طائرات كندية بعدها باسم الجزيرة وهي حاملة الطائرات بونافنتور.

## الطيور

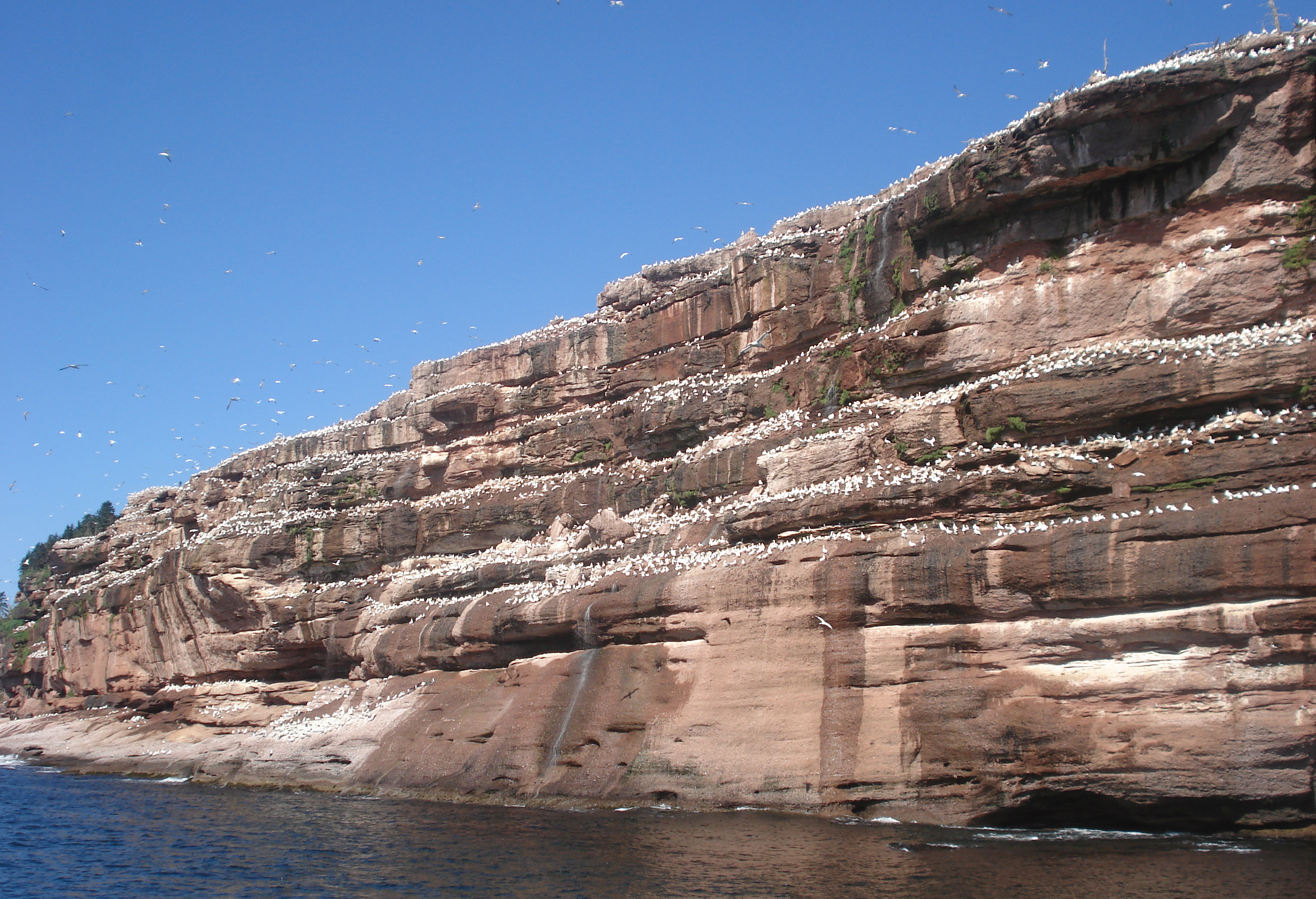
جزيرة بونافنتور مليئة بطيور الأطيش الشمالي

- تعيش على جزيرة بونافنتور 293 نوعا من الطيور ومنها المهاجرة أو التي تبقى في الجزيرة، والطيور الأكثر شيوعا على الجزيرة هي طيور الأطيش الشمالية. وهذه الجزيرة تعد موطنا لأكبر مستعمرة لطيور الأطيش في العالم، مع أكثر من 121,000 طير.
- أما المستعمرات الباقية من الطيور فهي تشمل نورس الأسود القدم والمور المشترك. خطاف البحر، الغلموت الأسود، طائر الأوك، نورس الرنجة الأمريكي، نورس الأسود العظيم، الأوك الصغير ، طائر النوء، الغاق الكبير، الغاق ذي العرفين، البفن الأطلسي، القرقف الشمالي .